# CONCACAF Champions' Cup 1978
La CONCACAF Champions' Cup 1978 è stata la 14ª edizione della massima competizione calcistica per club centro-nordamericana.

## Risultati

### Zona Centro-Nord America

#### Primo turno
| Squadra 1  | Totale | Squadra 2    | Andata | Ritorno |
| ---------- | ------ | ------------ | ------ | ------- |
| Pumas UNAM | a tav. | Maccabi L.A. | -      | -       |

#### Secondo turno
| Squadra 1  | Totale | Squadra 2          | Andata | Ritorno |
| ---------- | ------ | ------------------ | ------ | ------- |
| Pumas UNAM | 0 - 2  | Leones Negros UdeG | 0 - 1  | 0 - 1   |

### Zona Centro America

#### Primo turno
| Squadra 1      | Totale | Squadra 2      | Andata | Ritorno |
| -------------- | ------ | -------------- | ------ | ------- |
| Saprissa       | 11 - 0 | Diriangén      | 6 - 0  | 5 - 0   |
| Cartaginés     | 1 - 3  | FAS            | 0 - 2  | 1 - 1   |
| CSD Municipal  | 8 - 1  | UNAN           | 5 - 1  | 3 - 0   |
| Comunicaciones | 5 - 2  | Once Municipal | 3 - 1  | 2 - 1   |

#### Secondo turno
| Squadra 1      | Totale | Squadra 2     | Andata | Ritorno |
| -------------- | ------ | ------------- | ------ | ------- |
| Saprissa       | 2 - 1  | FAS           | 0 - 0  | 2 - 1   |
| Comunicaciones | 2 - 0  | CSD Municipal | 2 - 0  | 0 - 0   |

#### Terzo turno
| Squadra 1 | Totale | Squadra 2      | Andata | Ritorno |
| --------- | ------ | -------------- | ------ | ------- |
| Saprissa  | 0 - 3  | Comunicaciones | 0 - 1  | 0 - 2   |

### Zona Caraibi

#### Primo turno
| Squadra 1     | Totale | Squadra 2     | Andata | Ritorno |
| ------------- | ------ | ------------- | ------ | ------- |
| Jong Holland  | 2 - 4  | Transvaal     | 0 - 0  | 2 - 4   |
| Defence Force | 4 - 2  | Thomas United | 1 - 0  | 3 - 2   |
| Voorwaarts    | 3 - 2  | TECSA         | 2 - 1  | 1 - 1   |
| Pele          | 5 - 2  | RC Haïtien    | 3 - 1  | 2 - 1   |

#### Secondo turno
| Squadra 1  | Totale | Squadra 2     | Andata | Ritorno |
| ---------- | ------ | ------------- | ------ | ------- |
| Transvaal  | 2 - 4  | Defence Force | 1 - 1  | 1 - 3   |
| Voorwaarts | 5 - 2  | Pele          | 5 - 1  | 0 - 1   |

#### Terzo turno
| Squadra 1  | Totale | Squadra 2     | Andata | Ritorno |
| ---------- | ------ | ------------- | ------ | ------- |
| Voorwaarts | 1 - 4  | Defence Force | 1 - 2  | 0 - 2   |

### Finale
- Leones Negros UdeG,  Comunicaciones e   Defence Force si sarebbero incontrate in un torneo triangolare, che tuttavia venne annullato a causa di problemi amministrativi e di mancati accordi sulle date in cui far disputare le gare. Per delibera della confederazione, il titolo di campione CONCACAF venne quindi assegnato a tutte e tre le squadre.